# Stanislav Khristenko
Stanislav Khristenko (* 25. května 1984 Charkov) je americký klavírista a dirigent žijící ve Washingtonu, USA.

## Životopis
Stanislav Khristenko se narodil v Charkove v roce 1984 v židovsko-ukrajinské rodine a zacal brat lekce hry na klavire uz v 7 let. Svými vystoupeními uchvátil posluchače na čtyřech světadílech už od prvního sólového recitálu ve věku 11 let. Ukončil Moskevskou státní konzervatoř P. I. Čajkovského a Cleveland Institute of Music. Téměř celý svůj profesionální život strávil Spojených státech. Žije ve Washingtonu.

## Career
Stanislav Khristenko působil jako sólista mimo jiné společně s Cleveland Orchestra, Phoenix Symphony, Richmond Symphony, National Orchestra of Belgium, Bilbao Symphony Orchestra, Tenerife Symphony Orchestra, Liege Royal Philharmonic, Hong Kong Chamber Orchestra a Takamatsu Symphony Orchestra. Jeho nejlepší výkony zahrnují sólová vystoupení ve Weill Hall a Zankel Hall v Carnegie Hall, Schubert-Saal ve Vienna Konzerthaus, Palais de Beaux-Arts v Bruselu a dále spolupráce s různými orchestry v Grosser Saal of The Berlin Philharmonie, Severance Hall v Clevelandu, ve Velkým sálu Moskevské konzervatoře a Hong Kong City Hall.
Stanislav Khristenko patří mezi umělce podporované klavírním výrobcem Steinway, jako Steinway Artist vystoupil s více než 40 orchestry na čtyřech kontinentech.
V únoru 2018 Stanislav Khristenko a Plzeňská filharmonie v pražském Rudolfinu předvedli Klavírní Koncert č.3 Sergeje Rachmaninova.

## Nahrávky
2015 – Toccata Classics -Ernst Krenek: Piano Music Volume One
2014 - Steinway & Sons Label-– Fantasies
2013 – Queen Elisabeth Competition Winners CD
2012 – Oehms Classics – Ernst Krenek Piano Works

## Ocenění
Stanislav Khristenko získal nejvyšší ocenění na více než 30 prestižních mezinárodních klavírních soutěžích. Pouze v roce 2013 vyhrál první cenu v Cleveland International Piano Competition a Maria Canals International Music Competition a byl jmenován čtvrtým laureátem v Soutěži královny Alžběty v Bruselu.

### 2013
- Cleveland International Piano Competition (USA, I cena)
- Queen Elizabeth Competition (Belgium, IV cena)
- Maria Canals International Music Competition (Španělsko, I cena)

### 2012
- Parnassos International Piano Competition (Mexiko, I cena)
- UNISA International Piano Competition (Jižní Afrika, III cena)

### 2011
- V Campillos International Piano Competition (Španělsko, I cena)
- Almaty International Piano Competition (Kazachstán, I cena)

### 2010
- "Citta di Cantu" International Competition for Piano and Orchestra

(Itálie, I cena & Grand Prix)
- Jose Iturbi International Piano Competition (Los Angeles, CA, USA, I cena)

### 2009
- Bosendorfer International Piano Competition (Tempe, AZ, I cena)
- Virginia Waring International Piano Competition (Palm Desert, CA, I & II ceny)

### 2008
- Isang Yun International Piano Competition (Jižní Korea, II cena)
- Wideman International Piano Competition (Shreveport, LA, USA, I cena)

### 2007
- 1st International Gaidamovich Chamber Music Competition (Rusko, I cena)
- International Rubinstein Chamber Music Competition (Rusko, II cena)

### 2006
- Mauro Paolo Monopoli Prize International Piano Competition (Itálie, I cena)
- Takamatsu International Piano Competition (Japonsko, II cena )
- "Benedetto XIII prize" International Piano Competition (Itálie, I cena)

### 2005
- Cleveland International Piano Competition (USA, III cena)
- Pausylipon Prize International Piano Competition (Itálie, I cena )

### 2004
- Dimitrios Vikelas International Piano Competition (Řecko, I cena)

### 1999
- Kosice International Piano Competition (Slovensko, I cena)

### 1998
- Ettlingen International Piano Competition for young pianists (Německo, IV cena)